# Rugenbergener Graben
Der Rugenbergener Graben ist ein Nebenfluss der Bek in Ellerbek im schleswig-holsteinischen Kreis Pinneberg.
Er beginnt östlich eines Weges nördlich der Rugenbergener Straße, verläuft über Felder Richtung Norden, dann Richtung Osten und mündet in die Bek.